# Leucanthemopsidinae
Leucanthemopsidinae, podtribus glavočika, dio tribusa Anthemideae. Postoje četiri roda, a tipični je leukantemopsis (Leucanthemopsis) s nekoliko vrsta iz Europe i Afrike.
Podtribus je opisan 2007.

## Rodovi
1. Castrilanthemum Vogt & Oberpr. (1 sp.)
2. Hymenostemma Kunze ex Willk. (1 sp.)
3. Leucanthemopsis (Giroux) Heywood (10 spp.)
4. Prolongoa Boiss. (1 sp.)
5. Phalacrocarpum (DC.) Willk. (1 sp.)